# Škofija Charlottetown
Škofija Charlottetown je rimskokatoliška škofija s sedežem v Charlottetownu (Kanada). Je druga najstarejša škofija v Kanadi po času neprekinjenega delovanja pod istim imenom.

## Geografija
Škofija zajame področje 5.654 km² s 140.263 prebivalci, od katerih je 61.680 rimokatoličanov (44 % vsega prebivalstva).
Škofija se nadalje deli na 47 župnij.

## Škofje
- Bernard Angus MacEachern (11. avgust 1829-23. april 1835)
- Bernard Donald McDonald (21. februar 1837-30. december 1859)
- Peter McIntyre (8. maj 1860-30. april 1891)
- James Charles McDonald (1. maj 1891-1. december 1912)
- Henry Joseph O'Leary (29. januar 1913-7. september 1920)
- Louis James O'Leary (10. september 1920-8. julij 1930)
- Joseph Anthony O'Sullivan (6. februar 1931-26. februar 1944)
- James Boyle (18. marec 1944-3. junij 1954)
- Malcolm A. MacEachern (27. november 1954-24. februar 1970)
- Francis John Spence (17. avgust 1970-24. april 1982)
- James Hector MacDonald (12. avgust 1982-2. februar 1991)
- Joseph Vernon Fougère (11. december 1991-danes)